# Прево (Квебек)
Прево (фр. Prévost) је град у Канади у покрајини Квебек. Према резултатима пописа 2011. у граду је живело 12.171 становника.

## Становништво
Према резултатима пописа становништва из 2011. у граду је живело 12.171 становника, што је за 20,1% више у односу на попис из 2006. када је регистровано 10.132 житеља.
| 2006.  | 2011.  |
| ------ | ------ |
| 10.132 | 12.171 |